# Арсіноя III
Арсіноя III Філопатор (дав.-гр. Ἀρσινόη ἡ Φιλοπάτωρ, 246 до н. е. — 204 до н. е.) — цариця та співволодарка Єгипту у 220–204 роках до н. е., учасниця Четвертої Сирійської війни.

## Життєпис
Походила з династії Лагідів. Донька царя Птолемея III Евергета та цариці Береніки II. У 220 році до н. е. вийшла заміж за свого рідного брата Птолемея, царя Єгипту, ставши співволодаркою останнього, прийнявши разом з братом-чоловіком епіклесу «Філопатор» (Любляча батька). Як єгипетські боги вони співвідносилися з Ісідою та Серапісом. Із самого початку мала значний вплив на чоловіка. Спонукала того для більш активної боротьби проти басилевса Антіоха III під час Четвертої Сирійської війни. У 217 році до н. е. разом з Птолемеєм IV очолювала єгипетські війська під час вирішальної битви при Рафії, де армія Антіоха зазнала нищівної поразки. Згодом у святилищі м. Ороп зведені статуї Арсіної та її чоловіка.
Під час Другої пунічної війни сприяла нейтралітету Єгипта, домігшись відмови Карфагену у військовій та фінансовій допомозі. Мала гарні стосунки з Римською республікою. У 210 році до н. е. зустрічала разом з чоловіком римське посольство.
В подальшому Арсіноя стикнулася з протистоянням впливового військовика Сосібія, який також мав вплив на царя. В цій боротьбі проминуло правління Арсіної III. Зрештою Сосібій зміг переконати Птолемея IV з змові дружини проти його життя й Арсіною було страчено. За іншими відомостями царицю Єгипту було отруєно внаслідок змови Сосібія з коханцем Птолемея — Агафоклом. Це відбулося у 204 році до н. е.

## Родина
Чоловік і брат — Птолемей IV Філопатор
Діти:
- Птолемей V Епіфан